# Зима (картина Уайета)
«Зима» — картина американского художника Эндрю Уайета, написанная в 1946 году. Находится в Художественном музее Северной Каролины в Роли.

## Предыстория
Уайет приближался к своему тридцатилетию. Никто тогда не знал, что он приблизился к существенным изменениям в личной жизни и в творчестве.
Мать художника имела подругу, которая умерла в 1944 году. Эта смерть потрясла и мать, и сына-художника, который откликнулся на событие картиной «Рождественское утро». На самом деле в картине не было никакого рождества, а был пейзаж с больной женщиной в постели. Художник метафорически пытался показать тесную связь человека с землей, на которой она жила и по смерти станет частичкой этой земли и этого пейзажа.

В октябре 1945 года машина отца была сбита поездом. Катастрофа забрала две жизни — художник Ньюэлл Конверс Уайет, которому исполнилось 62 года, и его двухлетний внук. Неожиданная и трагическая смерть в провинции была важным событием в истории семьи. Событие трудно повлияло на сознание Уайета, который позже сам говорил об этом. Так, он сожалел, что не создал портрета отца. Он писал: 
Ранее (до смерти отца) я был только искусным акварелистом — много взмахов кистью и заливок. Когда погиб отец, во мне проснулось желание доказать, что его воспитание не было бесплодным, бесполезным — теперь я стремился сделать что-то серьезное... Впервые в своей жизни я рисовал, четко осознавая — почему и для чего.
У молодого Эндрю обострилось чувство ответственности за себя и собственное творчество. Отныне он начал работать так, как постоянно доказывал себе, погибшему отцу и памяти о нем, что он благодарен за приятное детство, за поддержку и те уроки мастерства, которые получил (успел получить) от отца. Память об отце стала стимулом для создания нескольких новых картин Эндрю Уайета. Среди них — «Зима» 1946 года.

## Описание
Большая часть плоскости картины отведена под изображение холма. Провинциал Уайет годы посещал эти места, потому что сам признался, что на него хорошо влияли эти зашлифованные веками холмы, дикие кусты, лужайки с ягодами, все эти дикие травы, которые он охотно рисовал с детства, увидев зарисовки с травами Альбрехта Дюрера в библиотеке отца.
Композиции в картинах Уайета обычно не сложные, но он работал над ними долго, отыскивая наиболее характерное и нужное для определенного настроения. Все его пейзажные произведения имеют собственное настроение, практически всегда невеселое, но достоверное. После смерти отца он неоднократно посещал место его гибели и наконец перенес его в картину. Это именно тот холм, за которым и погиб Ньюэлл Конверс Уайет.
В пустынном и диком пейзаже чего-то не хватало. Наконец он населил его фигуркой юноши. Очередной порыв ветра раздул его коротенькое пальто и уши зимней шапки. Юноша только спустился с вершины холма, и вся его фигура — воплощение тоски и беспокойства. Ощущение беспокойства несет даже силуэт холма, который поднимает стороны при дыхании, будто живое существо. Позже Уайет записал, что юноша был как олицетворение его израненной утратой души, которая никак не успокаивалась.
У меня было подавленное настроение. Однако, меня всегда восхищал пейзаж, и теперь я почувствовал, что (мои) пейзажи получили качественное значение... Впервые в своей жизни я рисовал и знал почему и для чего.